# Goodyera clavata
Goodyera clavata là một loài thực vật có hoa trong họ Lan. Loài này được N.Pearce & P.J. Cribb mô tả khoa học đầu tiên.